# Ник Бернс
"Ник Бернс, Компьютерщик из вашей компании" название серии юмористических миниатюр на шоу Субботним вечером в прямом эфире с Джимми Фэллоном в главной роли. 

## О миниатюрах
В миниатюрах Фэллон выступает в роли "Ника Бернса", карикатуры на типичного компьютерного эксперта. Бернс - системный администратор в большой корпорации, который все время висит на телефоне для поддержки пользователей. Он представлен в виде ботаника, обвешанного пейджерами и сотовыми телефонами. Он носит тонкие усики, все время ходит лохматым, а разговаривает на Лиспе. Он терпеть не может своих проблемных пользователей, которым ему приходится помогать, поэтому он обычно насмехается над ними и ругает.
Он начинает бороться с проблемой, выкрикивая персонажу за компьютером команды на непонятном техническом жаргоне, и быстро выходит из себя, от его технической безграмотности. В конечном счете он выкрикивает свою коронную фразу "ОТОЙДИ!", садится за компьютер и самостоятельно решает проблему, жалуясь на очевидность решения ("Неужели это было так трудно?"). В миниатюре постоянно присутствуют два фрагмента: вначале, как только упоминается, что в кабинет идет Ник Бернс, персонаж Криса Кэттэна бормочет: "Не нравится мне этот парень", а в конце Бернс уходит, потом возвращается и саркастично выкрикивает, "И кстати, ПОЖАЛУЙСТА!"
Горацио Санз играет роль пользователя, которого Бернс регулярно подначивает за его вес. В одном эпизоде, Бернсу почти удается поцеловать свою знакомую ботаничку, которую играет Калиста Флокхарт, но их перебивает звонок одного из их пейджеров. В другом эпизоде в роли отца Ника Бернса снялся Билли Боб Торнтон.